# Империя Гана
Гана (также Вагаду) — средневековое государство, африканская империя в Западном Судане в 750—1076 годах н. э.

## История
Империя Гана основана народом сонинке языковой группы манде на базе более древнего государственного образования, созданного берберами, сам народ сонинке называл своё государство «Вагаду» (это название известно из устных преданий).
Традиционно временем рождения древней Ганы называют VIII век н. э., однако современные исследователи допускают, что государство сложилось ещё в VI веке.
После вторжения арабов на юг Марокко, в 734 г. они предприняли поход против Ганы. Из этого похода они привозят, по словам ал-Хакама (IX в.), «значительное количество золота».
Около 990 года Гана захватила оазис Аудагост. Однако процветание Ганы длилось почти два столетия: приблизительно с середины IX по середину XI в. Подъем начался, когда племя сонинке оттеснило от власти берберов.
Конец благоденствию империи в 1076 году положили Альморавиды — движение берберских племён, разрушившие столицу страны Кумби. Берберы удерживали власть до 1087 г. После этого государство Гана стало клониться к упадку, в том числе из-за изменения маршрутов торговых караванов, а её территория стала местом межплеменных усобиц. В 1203 г. страна подверглась нападению племен сосо. Нишу Ганы как золотоносной империи, процветающей благодаря торговле, заполнила новая империя Мали.
В хрониках «Тарих ал-Фатташ» и «Тарих ас-Судан» упоминаются могущественная царская династии Кайамага. Двадцать её властителей правили до хиджры и двадцать после.

## География

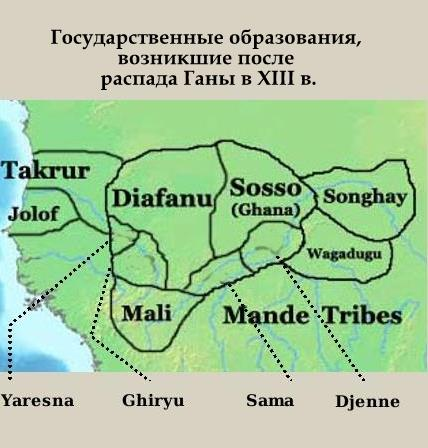
Государственные образования, возникшие на территории Ганы

Располагалось на территории современных Мали, Сенегала и Мавритании. Крупнейшие города — Кумби-Сале, Аудагост.
Главными областями Древней Ганы были на севере Аукар, а на юге — Ход. О размерах государства дает кое-какие сведения известный арабский хронист Ал-Бакри. По его данным, река Сенегал служила границей между Ганой и её западным соседом — царством Текрур по реке Сенегал. На юг Гана простиралась до окраин золотоносных земель Бамбука, местности между реками Сенегал и Фалеме. На востоке граница Ганы доходила до реки Нигер, а на севере — до берберского Аудагоста.
Столицей был город Кумби, в некоторых источниках называемый Гана. По описанием он состоял из двух частей — мусульманской и народной, жители последней исповедовали традиционные верования. Сейчас этим городом считают Кумби-Салех, обнаруженный в 1910 году; согласно результатам археологических раскопок он имел население от 30 до 200 тыс. человек.
Аль-Бакри сообщает, что столица делилась на три части: Кумби Калата (царский дворец), Кумби Салех, где жили торговцы, ремесленники и иностранцы, и Кумби Диуфи, в которой держали скот и рабов.

## Политическое устройство
Из трактата Аль-Бакри нам также известно, что во главе государства стал обожествляемый правитель — тунка или «кайа маган» («властитель золота»).
Его приближенные (военная знать) включала в себя:
- суба — воины, имевшие репутацию непобедимых
- кагоро, что значит «уничтожающие деревни» — элитарные части войска царя, которые набирались из кланов Дантиохо, Магасса, Камара и Фофана.
- магаси — царская конная гвардия, которая сопровождала его во всех передвижениях.

Простой народ делился на малые группы в зависимости от рода занятий. Кроме негров, в стране жило некоторое число мусульман — арабов и берберов. Они обычно служили царскими чиновниками, которые надзирали за экономикой государства, сбором налогов и пошлин. Пошлины, которые платили царю Ганы, включали в себя: золотой динар с каждого осла с вьюком соли, ввозимой в страну; два золотых динара с каждого вьюка соли, вывозимого из страны; пять мискалей с каждого ввозимого груза меди.
Аль-Бакри указывал, что при дворе был строгий и четкий этикет: мусульмане в знак своего подданства хлопали в ладоши, а приверженцы традиционных религий посыпали головы пеплом.
Также, по свидетельству ал-Бакри, царь Ганы мог собрать войско более чем в 200 тыс. воинов, из них 40 тыс. лучников. По устной традиции, у царя было 4 барабана. У каждого из них своё назначение: золотым барабаном он собирал потомков Динга (легендарного царя из страны Вагаду), серебряным — знать своей земли, медным — свободных граждан, железным — рабов.